# PROKLA
PROKLA (voller Titel: PROKLA – Zeitschrift für kritische Sozialwissenschaft, vormals Probleme des Klassenkampfs) ist eine seit 1971 erscheinende deutsche marxistisch orientierte Fachzeitschrift in den Bereichen Soziologie, Sozialgeschichte und Politikwissenschaft. Ihre wissenschaftlichen Themengebiete sind die politische Ökonomie, Ökologie, Kritische Theorie, internationale Beziehungen und soziale Bewegungen. Die PROKLA versteht sich mit ihrem mehrstufigen Begutachtungsverfahren als wissenschaftliche Peer-Review-Zeitschrift.

## Geschichte
Mitarbeiter des Otto-Suhr-Institutes der Freien Universität Berlin gaben ab 1969 die Zeitschrift Sozialistische Politik heraus. Im März 1971 sicherte sich die Minderheit von SED-Sympathisanten in der Redaktion hinter dem Rücken der anderen Redaktionsmitglieder die Namensrechte an der Zeitung. Daraufhin gründete ein Teil der Redaktion, eine Gruppe um Elmar Altvater mit etwa 25 Redakteuren und Autoren, nachdem seine Klage dagegen vom West-Berliner Landgericht abgewiesen worden war, 1971 als Gegenprojekt die Zeitschrift Probleme des Klassenkampfs – Zeitschrift für politische Ökonomie und sozialistische Politik. Zwischen Juni 1971 und Mai 1973 erschienen insgesamt vier Sonderhefte (SH1, SH3, SH4, SH5); seit November 1971 wird die Zeitschrift regelmäßig produziert. In den ersten Jahren wurde die Zeitschrift vor allem durch Mitarbeiterinnen und Mitarbeitern des Otto-Suhr-Instituts getragen. Geschäftsführender Redakteur war von 1976 bis 1980 Jürgen Hoffmann.
In der Prokla wurden insbesondere die Debatten um Staatsableitung und Regulationstheorie geführt. Es bestanden Kontakte zum Sozialistischen Büro. Im Vergleich zu anderen Projekte und Diskussionen, wurde früh die Ökologie als zentral in die Analysen eingebunden, was vor allem mit Elmar Altvater zu tun hat.
Von 1976 bis 1992 erschien PROKLA im Rotbuch Verlag. Seit 1976 wurde der ursprüngliche Titel „Probleme des Klassenkampfs“ nur noch in Form des Akronyms PROKLA am Cover verwendet, jedoch bis 1992 in der Innenseite des Umschlags ausgeschrieben. Seit der ersten Ausgabe 1992 wurde neben dieser Änderung der Untertitel „Zeitschrift für politische Ökonomie und sozialistische Politik“ durch „Zeitschrift für kritische Sozialwissenschaft“ ersetzt. Altvater schied 2006 als letzte Person aus dem Gründungszusammenhang der Zeitschrift aus der Redaktion aus. Von 1993 bis Ende 2019 erschien die Prokla im Verlag Westfälisches Dampfboot. Seit 2020 wird sie im Bertz + Fischer Verlag veröffentlicht. Im September 2020 erschien das 200. Heft der Prokla.

## Organisation
Herausgeber der Zeitschrift ist die Vereinigung zur Kritik der politischen Ökonomie e. V. mit dem Geschäftssitz in Berlin. Ingo Stützle löste Michael Heinrich im Juni 2014 als geschäftsführendes und presserechtlich verantwortliches Mitglied der Redaktion ab. Als sein Nachfolger wurde im Mai 2022 Chris W. Wilpert gewählt. Mitglieder der im Mai 2024 auf einer Mitglieder-Vollversammlung gewählten Redaktion sind Anne Engelhardt, Jakob Graf, Tobias Haas, Alexander Maschke, Dorothea Schmidt, Mariana Schütt, Sandra Sieron, Ingo Stützle, Jenny Simon, Felix Syrovatka sowie Markus Wissen und Chris W. Wilpert. Die Zusammensetzung änderte sich seither nicht.
Zum Redaktionsbeirat gehören seit Mai 2022 Alex Demirović, Michael Heinrich, Martin Kronauer, Stephan Lessenich, Margit Mayer, Urs Müller-Plantenberg, Thomas Sablowski, Christoph Scherrer, Rudi Schmidt und Gudrun Trautwein-Kalms. Ulf Kadritzke und Wolfgang Schoeller gehörten bis zu ihrem Tod 2020 bzw. 2021 dem Beirat an.
Die Zeitschrift ist Kooperationspartner der Website Linksnet und Mitglied bei Crossref.

## Autoren
PROKLA veröffentlichte Texte u. a. folgender Autoren: Johannes Agnoli, Louis Althusser, Elmar Altvater, Samir Amin, Hans-Georg Backhaus, Rudolf Bahro, Étienne Balibar, Noam Chomsky, Iring Fetscher, André Gunder Frank, André Gorz, David Harvey, John Holloway, Naomi Klein, Alain Lipietz, Paul Mattick, Chantal Mouffe, Oskar Negt, Nicos Poulantzas, Christoph Scherrer, Immanuel Wallerstein.

## Programmatik
Nach der Selbsteinschätzung des damaligen geschäftsführenden Redakteurs von Prokla, Michael Heinrich, war die Hauptaufgabe der Zeitschrift, die „Kritik an den gesellschaftlichen Verhältnissen zu formulieren, die auf der Höhe der Zeit ist, und damit einen Beitrag zur Veränderung dieser Verhältnisse zu leisten“.